# Estadi Municipal de Nouadhibou
L'Estadi Municipal de Nouadhibou (Stade Municipal de Nouadhibou) és un estadi situat a Nouadhibou, Mauritània amb capacitat per a 5.000 espectadors i utilitzat principalment per la pràctica del futbol.